# Wiktor Budnyk
Wiktor Mykołajowycz Budnyk, ukr. Віктор Миколайович Будник, ros. Виктор Николаевич Будник, Wiktor Nikołajewicz Budnik (ur. 3 listopada 1960 w Nowowołyńsku, w obwodzie wołyńskim) – ukraiński piłkarz, grający na pozycji obrońcy, a wcześniej pomocnika lub napastnika.

## Kariera piłkarska

### Kariera klubowa
W 1979 rozpoczął karierę piłkarską w klubie Torpedo Łuck. Potem występował w drużynach rezerwowych Lokomotiwu Moskwa i Karpat Lwów. Od 1982 bronił barw klubów Dniapro Mohylew i Kołos Pawłohrad. W 1986 rozegrał 1 mecz w składzie Szachtara Donieck, po czym latem przeszedł do Tawrii Symferopol. W 1988 został piłkarzem Bukowyny Czerniowce. Potem występował w Prykarpattia Iwano-Frankowsk i Nywie Winnica. W 1994 w wieku 34 lat zakończył karierę piłkarską w drugoligowym zespole Szachtar Pawłohrad.

## Sukcesy i odznaczenia

### Odznaczenia
- tytuł Mistrza Sportu ZSRR: 1987